# Liste der Biografien/Frev
Liste der Biografien |
Portal Biografien |
Personensuche
# |
A |
B |
C |
D |
E |
F |
G |
H |
I |
J |
K |
L |
M |
N |
O |
P |
Q |
R |
S |
T |
U |
V |
W |
X |
Y |
Z |
?
 
Fa |
Fe |
Ff |
Fh |
Fi |
Fj |
Fk |
Fl |
Fm |
Fn |
Fo |
Fr |
Ft |
Fu |
Fy
 
Fra |
Frc |
Fre |
Frg |
Fri |
Frk |
Frl |
Fro |
Frr |
Fru |
Fry
 
Frea |
Freb |
Frec |
Fred |
Free |
Freg |
Freh |
Frei |
Frej |
Frek |
Frel |
Frem |
Fren |
Freo |
Frep |
Freq |
Frer |
Fres |
Fret |
Freu |
Frev |
Frew |
Frey |
Frez
Die Liste der Biografien führt alle Personen auf, die in der deutschsprachigen Wikipedia einen Artikel haben. Dieses ist eine Teilliste mit 9 Einträgen von Personen, deren Namen mit den Buchstaben „Frev“ beginnt.

## Frev

### Freve
- Frevel, Christian (* 1962), deutscher römisch-katholischer Theologe und Alttestamentler
- Frevel, Richard (* 1960), deutscher Generalmajor der Luftwaffe
- Frevert, Benno (* 1987), deutscher Schauspieler
- Frevert, Friedrich (1841–1914), deutscher Lehrer und Heimatdichter
- Frevert, Heinrich (1862–1939), deutscher Politiker (Konservative Partei)
- Frevert, Louise (* 1953), dänische Politikerin, Mitglied des Folketing und Pornodarstellerin
- Frevert, Niels (* 1967), deutscher Sänger und SongwriterNiels Frevert (* 1967)

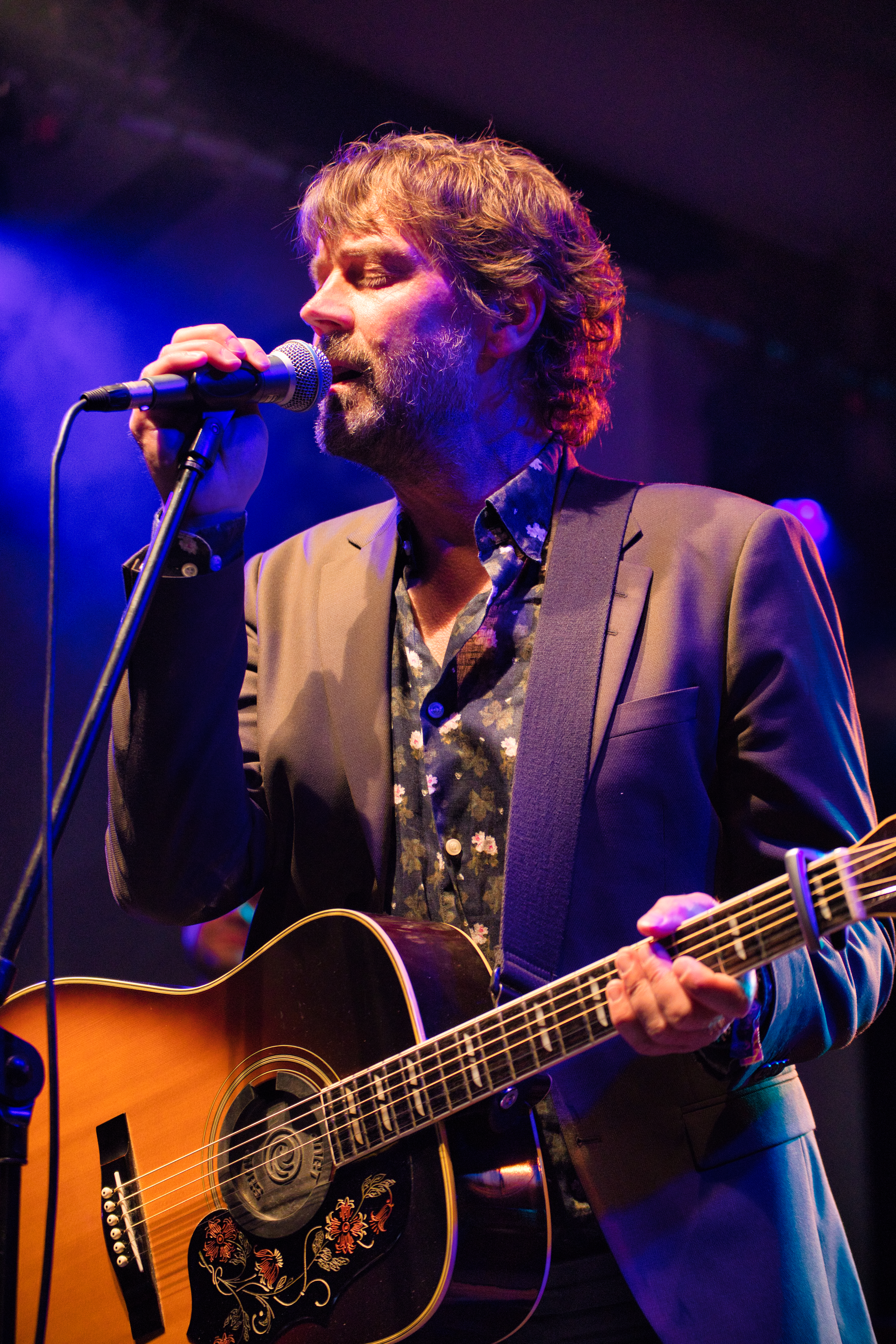
Niels Frevert (* 1967)

- Frevert, Ute (* 1954), deutsche Historikerin
- Frevert, Walter (1897–1962), deutscher Forstmann und Jagdschriftsteller